# Llano de Árnica
Llano de Árnica är en ort i Mexiko.   Den ligger i kommunen San José Tenango och delstaten Oaxaca, i den sydöstra delen av landet, 290 km sydost om huvudstaden Mexico City. Llano de Árnica ligger 957 meter över havet och antalet invånare är 208.
Terrängen runt Llano de Árnica är kuperad åt nordväst, men åt sydost är den bergig. Llano de Árnica ligger nere i en dal. Runt Llano de Árnica är det ganska tätbefolkat, med 104 invånare per kvadratkilometer. Närmaste större samhälle är Huautla de Jiménez, 11,1 km väster om Llano de Árnica. I omgivningarna runt Llano de Árnica växer i huvudsak städsegrön lövskog.